# Montipora capricornis
Montipora capricornis là một loài san hô trong họ Acroporidae. Loài này được Veron mô tả khoa học năm 1985.

## Hình ảnh

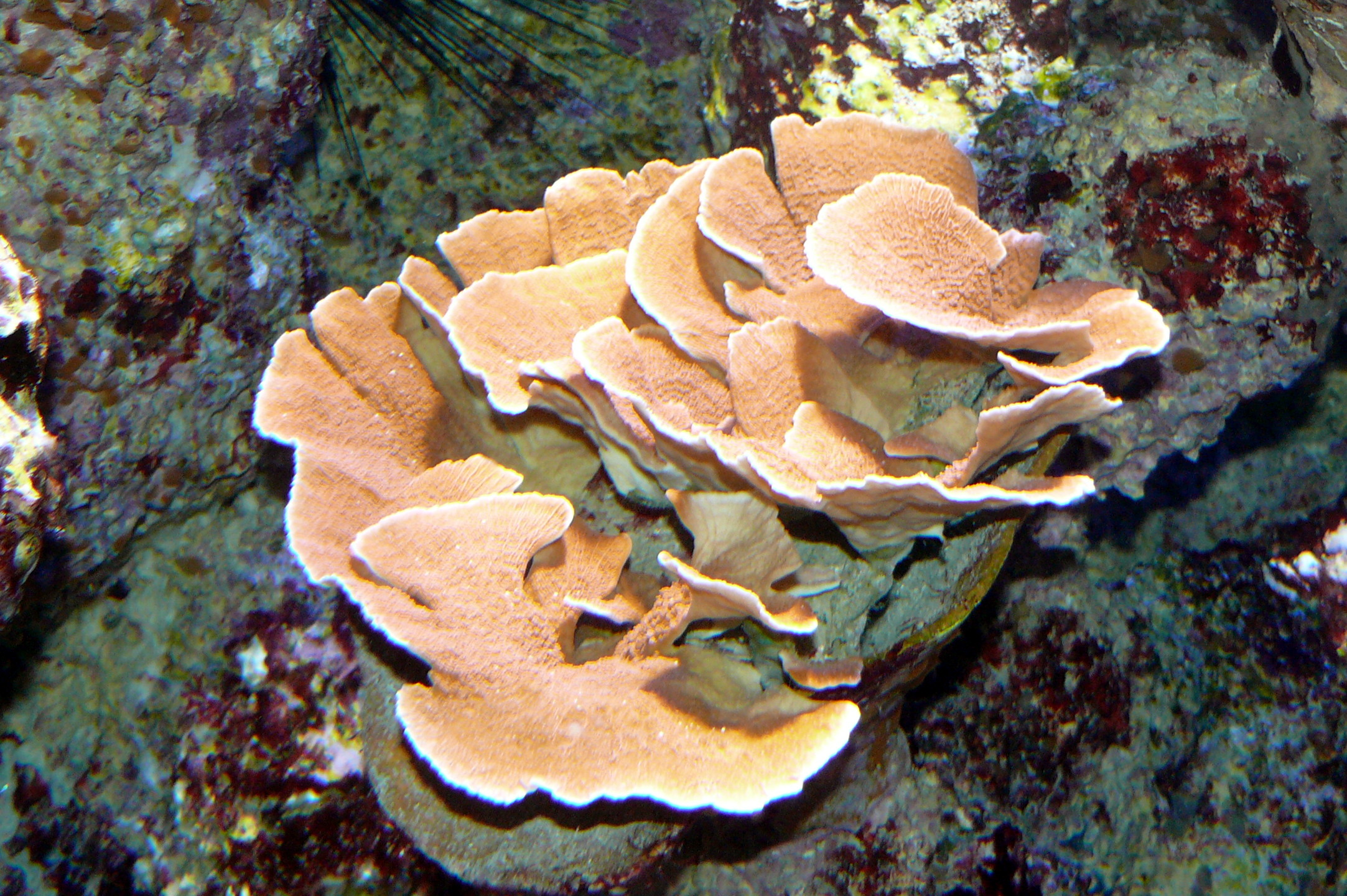
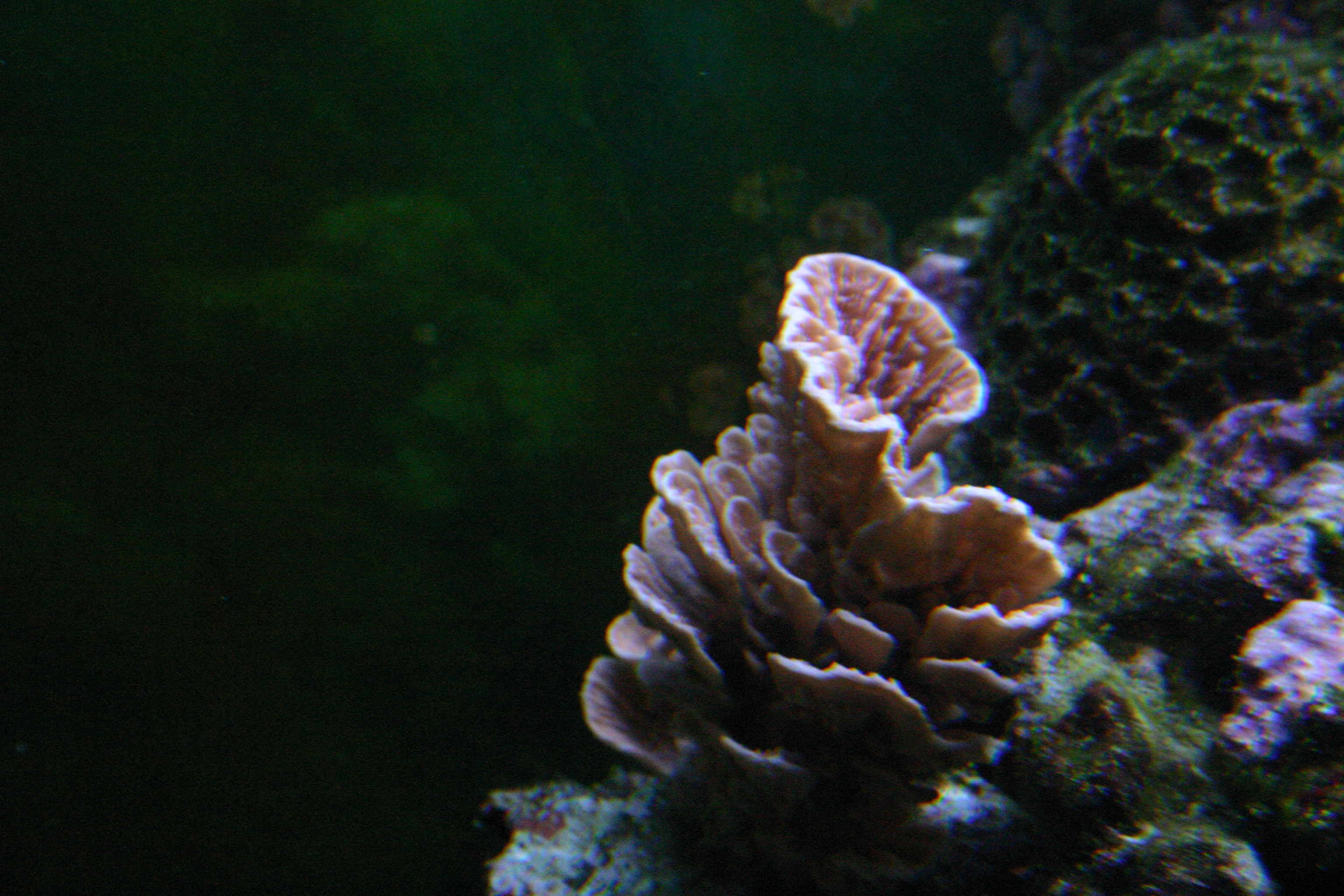
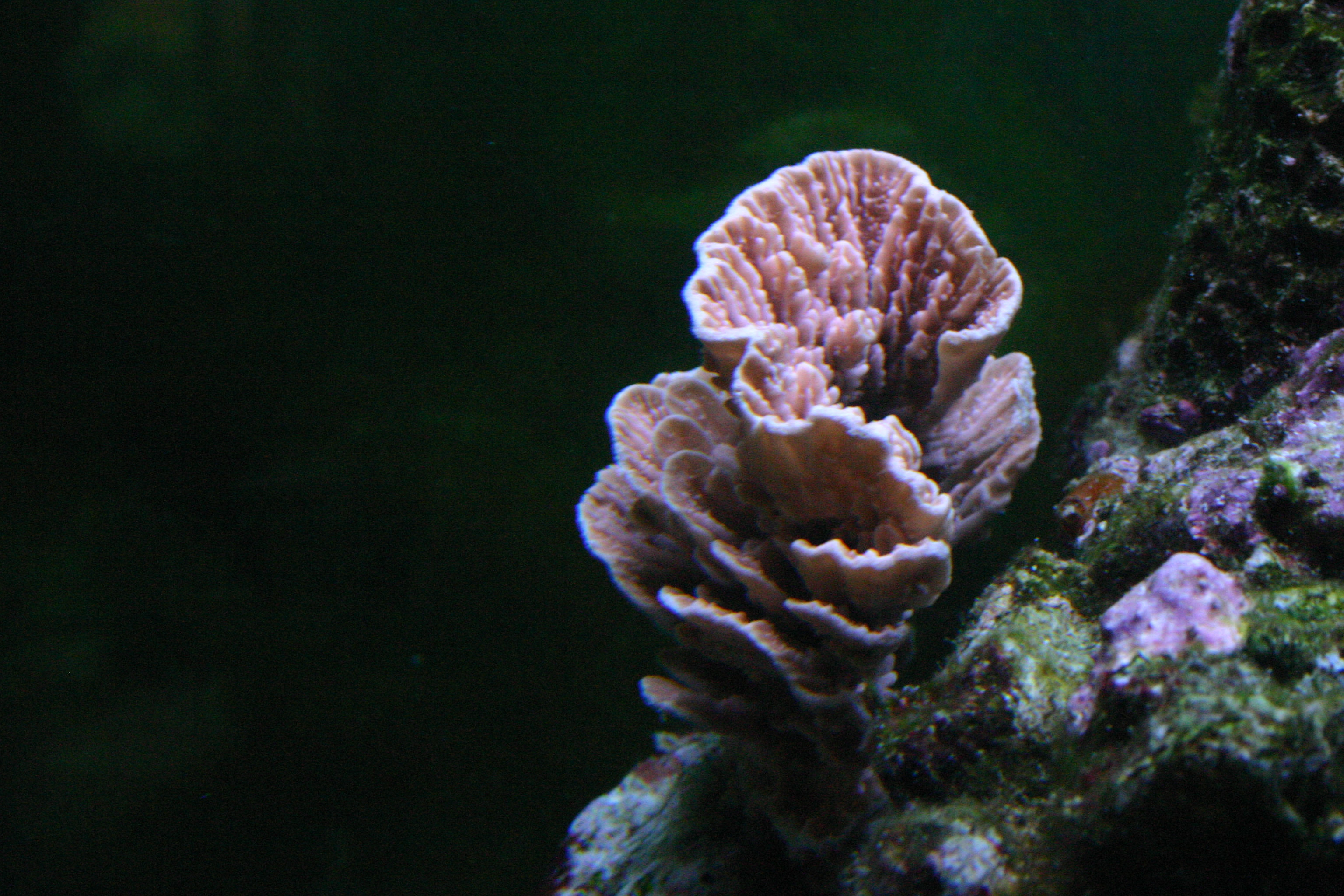
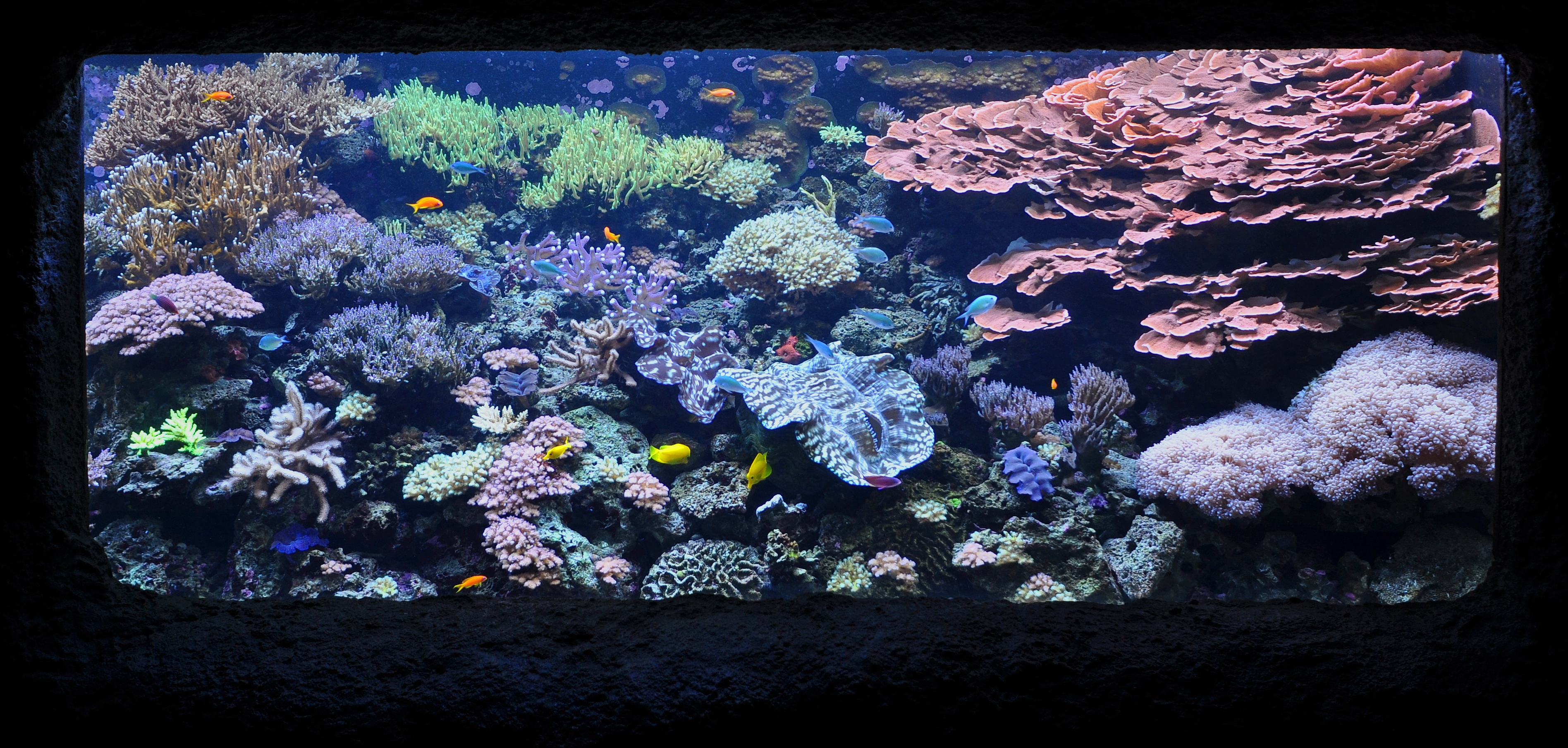